# Рускеала (Сортавальский район)
Рускеа́ла (фин. Ruskeala — «Коричневая, бурая») — посёлок сельского типа в России, расположен в Кааламском сельском поселении Сортавальского района Карелии.

## Этимология
По версии  члена-корреспондента РАН и топонимиста Ирмы Муллонен, названия Карелии с концовкой -ла скрывают в себе личное или родовое имя человека, некогда основавшего деревню или проживавшего в ней. Имя Руские/Ruskie, по-карельски значит «красный», так называли и рыжеволосых людей, что и породило прозвище. Таким образом, наименование волостного центра Рускеала означает «место жительства рода Рускеа».

## География
Расположен на берегу реки Тохмайоки. 
Через посёлок проходит трасса Сортавала — Вяртсиля.

## Население
| 2002 | 2009 | 2010 | 2013 |
| ---- | ---- | ---- | ---- |
| 760  | ↘730 | ↘694 | ↘659 |

## Достопримечательности
Вблизи посёлка находится объект культурного наследия — бывший мраморный карьер, в 2 километрах от посёлка — водопады на реке Тохмайоки.
В посёлке находится памятник истории — братская могила 287 советских воинов, погибших в годы Советско-финской войны (1941—1944).
- Затопленный карьер в горном парке «Рускеала»
- Водопад Ахинкоски на реке Тохмайоки
- Братская могила.  Объект культурного наследия № 1000752000№ 1000752000

## Улицы
- Алексеева ул.
- Детская ул.
- Заводская ул.
- Лесная ул.
- Набережная ул.
- Отраккала ул.
- Сахалинская ул.
- Сортавальское ш.
- Ханки ул.
- Школьная ул.